# Масловы
Масловы — дворянские роды Российской империи, из рязанских бояр, два которых принадлежали к древнему дворянству.
В Гербовник внесены три фамилии Масловых:
1. Потомство Анисима Семёновича Маслова, предок которого, Александр Маслов, выехал в великому князю Олегу Ивановичу Рязанскому (1342—1402) (Герб. Часть V. № 30).
2. Потомство Анцыфера Маслова, пожалованного вотчинами (1519) (Герб. Часть II. № 74). Сюда принадлежит князь Николай Одоевский-Маслов (Герб. Часть XIII. № 7)[2].
3. Александр Маслов, титулярный советник (Герб. Часть XVII. № 42).

При подаче документов для внесения рода в Бархатную книгу, были предоставлены две родословные росписи:
1. Представлена Кириллом Масловым (14 января 1687) и к ней приложены четыре жалованные грамоты: великого рязанского князя Ивана Фёдоровича, Константину Маслову на село Старое с селищами и угодьями на речке Осовец и на его вотчину на речке Осетрец в Рязанском княжестве (1440—1456), рязанского князя Ивана Васильевича Константину Фёдоровичу на его вотчины село Старое (1492), Ивана IV Алексею Асееву Маслову на его вотчину село Старое в Рязанском уезде (1549).
2. Представлена Алексеем Масловым (12 января 1688) с приложением жалованной грамоты Василия III Ивану Анцыфорову Маслову на деревню Творники и погост в Заупском стане Тульского уезда (1519) и наказной памяти голове в Епифане Михаилу Андреевичу Маслову (1637)[3].

## Первый род
Знатнейший из этих родов производил себя от Александра Маслова, выехавшего якобы из Литвы к великому князю Олегу Ивановичу Рязанскому († 1402) и пожалованного вотчиной. Его внук Константин Фёдорович пожалован грамотою на поместье (1492). Алексей Фёдорович и Александр Иванович Масловы были в первой половине XVII века воеводами, Анисим Семёнович — обер-прокурором Сената при Анне Иоанновне, его сын Иван Анисимович состоял в звании генерал-майора.

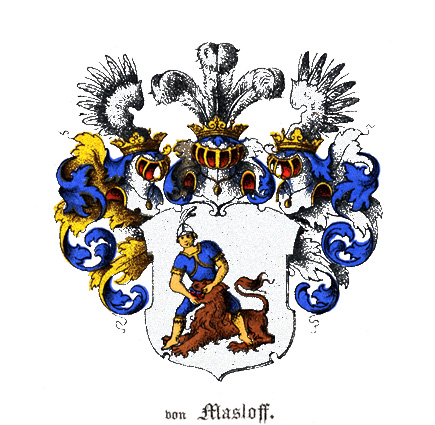
герб из Балтийского гербовника

Из сыновей этого последнего Иван Иванович Маслов был членом Военной коллегии и командовал Преображенским полком в отсутствие А. Г. Орлова, а брат его Николай Иванович Маслов (1734—1803) — сенатором, главным директором межевой канцелярии и почётным опекуном. К родительским деревням в Каширском уезде он добавил Истомино. Генерал-майор Николай Хитрово, в честь которого названа Хитровка, приходился ему внуком.
Происшедший от этого рода Анисим Семёнович Маслов с потомством принят в общество рыцарства лифляндского и эстляндскаго (1730).
Этот род Масловых внесён в VI часть родовой книги Московской, Рязанской и Тамбовской губерний (Гербовник, V, 30).

## Второй род
Другой род Масловых производил себя от Анцыфора Маслова (тоже выехавшего якобы в Москву из Литвы и жалованного поместьями в 1519). Михаил Андреевич Маслов составил писцовые книги Обоянского уезда (1651—1658). Его два сына и двоюродный брат убиты под Конотопом (1659). Этот род Масловых внесён в VI часть родовой книги Московской и Тульской губерний (Гербовник, II, 74).

## Третий род
Восходит к концу XVI века и внесён в VI часть родовой книги Тверской губернии:
- Яков Андреевич Маслов, тайный советник, главный командир Дворцовой канцелярии; по свидетельству А. Болотова, «постригся в монахи и несколько лет препроводил в духовном чине и был сперва иеромонахом, потом игуменом, а наконец архимандритом» под именем Иоасаф.
  - Его сын Михаил Яковлевич (1729—1780) — тайный советник, сенатор (1771), директор Главной соляной конторы (1772).

## Князья Одоевские-Масловы
По именному указу императора Александра II, данным Правительствующему сенату (30 июня 1878), по ходатайству вдовы гвардии ротмистра Софьи Масловой и жены коллежского асессора Нины Новиковой, урождённых княжон Одоевских, в уважение к древнейшему угасшему роду князей Одоевских, дозволено: 1-й из просительниц, лейб-гвардии конного полка штабс-ротмистру Николаю Николаевичу (1849—1919), присоединить к своей фамилии и гербу — фамилию, герб и титул князя Одоевского и именоваться впредь князем Одоевским-Масловым, с тем, чтобы в нисходящем потомстве его, фамилия, герб и титул князя переходил всегда к одному только старшему в роде и чтобы с присоединением фамилии не сопрягалось никакого преимущества в праве наследования. Копия с высочайше утверждённого герба выдана (20 мая 1880) гвардии ротмистру князю Николаю Николаевичу Одоевскому-Маслову.

## Описание гербов

#### Герб Масловых 1785 г.
В Гербовнике Анисима Титовича Князева 1785 года имеется изображение двух печатей с гербами представителей рода Масловы:
1. Герб тайного советника, сенатора (с 1771), Михаила Яковлевича Маслова († 1780): в щите, имеющем серебряное поле, означена фигура стоящего на четырёх лапах золотого льва, обращённого мордой в правую сторону, на котором сидит человек в красном одеянии. Над ними изображена дворянская корона. Вокруг щита фигурная виньетка, с орденской лентой.
2. Герб Андрея Яковлевича Маслова: в щите имеющем круглую форму и серебряное поле, изображён бегущий золотой лев, вправо, стоящий задними лапами на земле, а передние над землёй. На нём сидит человек в розовом с синем одеянии. Щит увенчан дворянской короной (дворянский шлем и намёт отсутствуют). По бокам щита пальмовые ветви, скрещённые внизу[6].
3. На цветной вкладке в гербовнике А. Т. Князева имеется цветное изображение герба Масловых (по версии К. А. Клингспора): в серебряном поле щита, изображён босоногий воин в синем одеянии и открытом шлеме с тремя страусовыми перьями, разрывающий голыми руками пасть лежащего коричневого льва, стоя над ним. Щит увенчан тремя коронованными шлемами с шейными клейнодами. Нашлемники: на среднем шлеме три страусовых пера, а на боковых по орлиному крылу[6].

#### Герб. Часть V. № 30.
Герб потомства Анисима Семёновича Маслова: в щите, имеющем серебряное поле, изображён в древнем голубого цвета одеянии мощный Самсон в золотой на голове шапке с перьями, раздирающий у льва челюсти. Щит увенчан тремя шлемами с дворянскими на них коронами, из которых на среднем три страусовых пера, а на крайних двух по одному распростёртому серебряному крылу. Средний шлем принадлежит к родовому гербу; а по сторонам, несколько избочённых, служит в память того, что бывший обер-прокурор Правительствующего сената Анисим Семёнович Маслов, с происходящими от него потомством, принят от рыцарства лифляндского и эстляндского в сочлены тех рыцарств. Намёт на щите золотой и серебряный, подложенный голубым.

#### Герб. Часть XIII. № 7.
Герб гвардии ротмистра, князя Николая Одоевского-Маслова: щит четырёхчастный. В первой и четвёртой частях, в серебряном поле, чёрный коронованный орёл с красными глазами, держит за собой в золотых когтях левой лапы длинный золотой крест, наклонённый вправо (Черниговский герб). Во второй и третьей частях, в голубом полях — золотой лев с красными глазами и языком. Его пасть разрывает воин в серебряных латах и шлеме. Над щитом два княжеских коронованных шлема. Нашлемники: правого шлема — чёрный коронованный орёл с красным языком, в золотых когтях левой лапы он держит за собой длинный золотой крест, наклоненный вправо. Левого шлема — три страусовых пера, из коих среднее — голубое, второе — золотое, а третье — серебряное. Намёты: правого шлема — чёрный с серебром, левого — голубой с золотом. Герб украшен красной, подбитой горностаем, мантией с золотыми кистями и бахромой и увенчан княжеской короной.

#### Герб. Часть XVII. № 42.
Герб инженера путей сообщения, титулярного советника, Александра Маслова: щит поделён вертикально. В правой, серебряной части, вертикально чёрный якорь с анкерштоком и кольцом. В левой, красной части, вертикально серебряный с золотой рукояткой меч остриём вниз. Над щитом дворянский коронованный шлем. Нашлемник — два чёрных орлиных крыла, между ними вертикально чёрный якорь с анкерштоком и кольцом. Намёт справа чёрный с серебром, слева красный с серебром. Девиз «ВСЕГДА ВЕРНЫЙ» красными буквами на серебряной ленте.

## Геральдика
В России известны три рода Масловых:
1. Потомства Александра Маслова, выехавшего по легенде, из Литвы в конце XIV века.
2. Потомство Анцифера Маслова, также по семейным преданиям, происходившего из Литвы и появившегося в России в XVI веке.
3. Потомство рославльского сына боярского Константина Фёдоровича Маслова.

Единство происхождения этих родов не установлено, но в начале XX века профессор геральдики и генеалогии Московского археологического института Ю.В. Арсеньев высказал предположение об их общем родоначальнике, основываясь на том факте, что все Масловы пользовались польским гербом Самсон. Одновременно учёный выдвинул схожую с мнением С. Н. Тройницкого идею о родстве Масловых и польской семьи Масловских, имеющих аналогичный герб. Однако одинаковый герб не может являться единственным и достаточным основанием для признания общности происхождения всех родов Масловых. Сам Ю. В. Арсеньев указывал, что герб бытовал в Польше с XVI века и следовательно, не мог быть известен родоначальнику одной из семей.
Более вероятна следующая история этого герба. Обер-прокурор Правительствующего Сената Анисим Семёнович Маслов при внесении его в матрикул Лифляндии (1730) представил герб Самсон, заменив цвета и дополнив тремя шлемами, которые представители семьи в дальнейшем безосновательно трактовали, как указание на принадлежность своего рода к трем дворянским корпорациям (Россия, Лифляндия и Эстляндия). Выбор герба обуславливался тем, что аналогичным символом пользовался схожий по фамилии польский род Масловских.
При матрикуляции в Эстландии (1732) А. С. Маслов представил другой герб — Сырокомля, позаимствовав его у рода Масло, также с созвучной фамилией, однако в семье он не прижился.
В XIX веке герб Масловых вошел в соединённый герб князей Одоевских-Масловых.
В начале XIX века герб Масловых потомства Анцифера Маслова изображался на водяных знаках бумаги, которая производилась на фабрике Ивана Николаевича Маслова в селе Теренге Сенгилеевского уезда Симбирской губернии.

## Известные представители
- Масловы: Чюдин и Якуш — опричники Ивана Грозного (1573)[12].
- Маслов Иван Андреевич — пожалован Сигизмундом III грамотой на имение (1610).
- Маслов Иван Иванович — рязанец, воевода (1619—1620 и 1625—1628) в Печерниках, в Лебедяни (1625—1628), Сапожке (1629).
- Маслов Андрей Константинович — воевода в Рославле († 1631).
- Маслов Александр Иванович — рязанский городской дворянин (1625), воевода в Гремячем (1625—1628), Белёве (1629—1630), Данкове (1634—1635), московский дворянин (1636—1640).
- Маслов Иван — подьячий, воевода в Ядрине (1633).
- Маслов Иван — воевода в Усмани (1670), Коротояке (1677—1678).
- Маслов Никита Акинфеевич — московский дворянин (1660), походный стольник царицы Натальи Кирилловны (1676—1677).
- Масловы: Михаил Андреевич и Алексей Матвеевич — стольники царицы Прасковьи Фёдоровны (1686).
- Масловы: Алексей Михеевич, Алексей, Никифор, Степан и Иван Мокеевичи, Андрей Афанасьевич, Андриян Кириллович, Василий, Иван и Григорий Ефимьевичи, Демид Богданович, Кузьма и Михаил Ивановичи, Леонтий Ефимович, Лука Григорьевич, Савва Васильевич, Ульян Петрович — царские стольники (1686—1692).
- Масловы: Афанасий Тимофеевич, Василий Афанасьевич, Григорий, Никифор, Фёдор, Леонтий и Дмитрий Ивановичи, Ефим Глебович, Иван Александрович, Кирилл Григорьевич, Кирилл Фадеевич, Мокей Ефимович, Никита Акинфеевич — московские дворяне (1676—1692)[13][14].

- Маслов, Андрей Тимофеевич (1770—1828) — генерал-майор.
- Маслова Анна Григорьевна, жена графа Воронцова И. Г.
- Маслов, Иван Анисимович — обер-прокурор Сената (1734)
- Маслов, Иван Иванович (р. 1733) — генерал-поручик
- Маслов, Николай Иванович (1734—1803) — генерал-рекетмейстер
- Маслов, Николай Николаевич (1846—1912) — генерал от инфантерии
- князь Одоевский-Маслов, Николай Николаевич — (1849—1919) — генерал от кавалерии
- Маслов, Михаил Евгеньевич (1867—1936) — генерал-майор
- Маслов, Михаил Яковлевич (1729-80) — сенатор
- Маслов, Яков Андреевич (р. 1699) — тайный советник
- Маслов, Евгений Дмитриевич (1840—1914) — тайный советник, почётный опекун
- Маслов Микула Иванович (начало XVII — конец XVII) — атаман, сын боярский, выборный дворянин, служивый человек, чьей обязанностью было содержание служилых людей для борьбы с крымскими и ногайскими татарами, который периодически нападали на селения Белгородской земли.